# Gerbillus jamesi
Espèce
Statut de conservation UICN

 DD  : Données insuffisantes
Dipodillus jamesi est une espèce de rongeurs de la famille des Muridés. Cette gerbille vit en Tunisie.
Synonymes :
- Gerbillus jamesi[1]
- Dipodillus (Petteromys) jamesi[2]